# Okraj Celovec-dežela
Okraj Celovec-dežela (ali podeželje) (nemško Bezirk Klagenfurt-Land) je upravni okraj v avstrijski zvezni deželi Koroški. Vse občine v okraju Celovec-dežela ležijo na tradicionalno slovensko govorečem, danes dvojezičnem ozemlju Južne Koroške, kjer živi avtohtona slovenska narodna skupnost.  

## Upravna delitev
Okraj Celovec-dežela je razdeljen na 19 občin, od tega je ena mestna občina (Borovlje), 6 pa trških (Bistrica v Rožu, Gospa sveta, Grabštanj, Možberk-Blatograd, Škofiče, Žrelec).

## Podatki o občinah
Tabela prikazuje osnovne podatke o občinah v okraju Celovec-dežela. Podatki o številu prebivalcev se nanašajo na 1. januar leta 2012.
| Občina (slovensko)         | Občina (nemško)              | Grb | Lega | Prebivalcev | Površina   | Gostota prebivalstva | Sodni okraj | Regija             | Tip           |
| -------------------------- | ---------------------------- | --- | ---- | ----------- | ---------- | -------------------- | ----------- | ------------------ | ------------- |
| Bilčovs                    | Ludmannsdorf                 |     |      | 1836        | 26,36 km²  | 70 preb./km²         | Celovec     | Gure               | Občina        |
| Bistrica v Rožu            | Feistritz im Rosental        |     |      | 2561        | 71,84 km²  | 36 preb./km²         | Borovlje    | Rož                | Trška občina  |
| Borovlje                   | Ferlach                      |     |      | 7262        | 117,31 km² | 62 preb./km²         | Celovec     | Rož                | Mestna občina |
| Gospa Sveta                | Maria Saal                   |     |      | 3828        | 34,84 km²  | 110 preb./km²        | Celovec     | Gosposvetsko polje | Trška občina  |
| Grabštanj                  | Grafenstein                  |     |      | 2823        | 50,19 km²  | 56 preb./km²         | Celovec     | Celovško polje     | Trška občina  |
| Hodiše ob jezeru           | Keutschach am See            |     |      | 2454        | 28,37 km²  | 86 preb./km²         | Celovec     | Gure               | Občina        |
| Kotmara vas                | Köttmannsdorf                |     |      | 2893        | 28,19 km²  | 103 preb./km²        | Celovec     | Gure               | Občina        |
| Kriva Vrba                 | Krumpendorf am Wörthersee    |     |      | 3385        | 11,85 km²  | 286 preb./km²        | Celovec     | Vrbsko jezero      | Občina        |
| Možberk - Blatograd        | Moosburg                     |     |      | 4440        | 36,76 km²  | 121 preb./km²        | Celovec     | Celovško polje     | Trška občina  |
| Otok ob Vrbskem jezeru     | Maria Wörth                  |     |      | 1501        | 17,41 km²  | 86 preb./km²         | Celovec     | Vrbsko jezero      | Občina        |
| Pokrče                     | Poggersdorf                  |     |      | 3055        | 30,75 km²  | 99 preb./km²         | Celovec     | Podjuna            | Občina        |
| Poreče ob Vrbskem jezeru   | Pörtschach am Wörther See    |     |      | 2671        | 12,64 km²  | 211 preb./km²        | Celovec     | Vrbsko jezero      | Občina        |
| Sele                       | Zell                         |     |      | 621         | 75,44 km²  | 8,2 preb./km²        | Borovlje    | Obirsko            | Občina        |
| Škofiče                    | Schiefling am Wörther See    |     |      | 2620        | 28,61 km²  | 92 preb./km²         | Celovec     | Gure               | Trška občina  |
| Šmarjeta v Rožu            | Sankt Margareten im Rosental |     |      | 1077        | 43,97 km²  | 24 preb./km²         | Borovlje    | Rož                | Občina        |
| Štalenska gora             | Magdalensberg                |     |      | 3307        | 42,88 km²  | 77 preb./km²         | Celovec     | Gosposvetsko polje | Občina        |
| Teholica ob Vrbskem jezeru | Techelsberg am Wörther See   |     |      | 2229        | 28,37 km²  | 79 preb./km²         | Celovec     | Osojske Ture       | Občina        |
| Žihpolje                   | Maria Rain                   |     |      | 2381        | 25,52 km²  | 93 preb./km²         | Celovec     | Rož                | Občina        |
| Žrelec                     | Ebenthal in Kärnten          |     |      | 7737        | 55 km²     | 141 preb./km²        | Celovec     | Celovško polje     | Trška občina  |

## Spletne povezave
- Spletna stran okraja Arhivirano 2003-12-13 na Wayback Machine.